# Xorides annulator
Xorides annulator là một loài tò vò trong họ Ichneumonidae.